# Federació Democràtica Nacionalista
La Federació Democràtica Nacionalista (FDN) fou una organització política nacionalista catalana creada per Francesc Macià com a successora de l'Associació Nacionalista Catalana el 2 de febrer de 1919.
En el seu manifest fundacional defensava els drets d'associació, reunió, manifestació i propaganda, reclamava millores socials (sou mínim, assegurança obligatòria, foment del cooperativisme, nacionalització de les vies de comunicació, municipalització dels serveis públics) i defensava les actuacions del Comitè Pro Catalunya i del Comitè Nacional Català de cara a obtenir representació catalana a la Societat de Nacions. El programa afirmava la voluntat d'assolir l'autodeterminació de Catalunya i «l'establiment de la federació o confederació de tots els pobles de la Península, constituint els Estats Units d'Ibèria».
Es presentà a les eleccions generals espanyoles de 1919, en les que Macià aconseguí l'escó de diputat per la circumscripció de Lleida. A partir del 15 de novembre de 1922 començà a publicar el quinzenal L'Estat Català. Fou dissolta el 1923 quan es va integrar en Estat Català, fundat el 1922 inicialment com a grup d'acció de la FDN.